# Grandes-Piles
Grandes-Piles är en bykommun (municipalité de village) i provinsen Québec i Kanada. Den ligger i regionen Mauricie, i den sydöstra delen av landet, 270 km nordost om huvudstaden Ottawa.